# Benlhevai
Benlhevai es una freguesia portuguesa del municipio de Vila Flor, con 12,34 km² de superficie y 214 habitantes (2001). Su densidad de población es de 17,3 hab/km².